# Lasioglossum subtropicum
Lasioglossum subtropicum är en biart som beskrevs av Sakagami, Miyanaga och Maeta 1994. Lasioglossum subtropicum ingår i släktet smalbin, och familjen vägbin. Inga underarter finns listade i Catalogue of Life.